# VertVixen
Alicia Bellamy, más conocida por el nombre en el ring VertVixen, es una luchadora profesional estadounidense que actualmente compite en el circuito independiente. Es conocida por sus apariciones en All Elite Wrestling, Ring of Honor y Women of Wrestling.

## Carrera

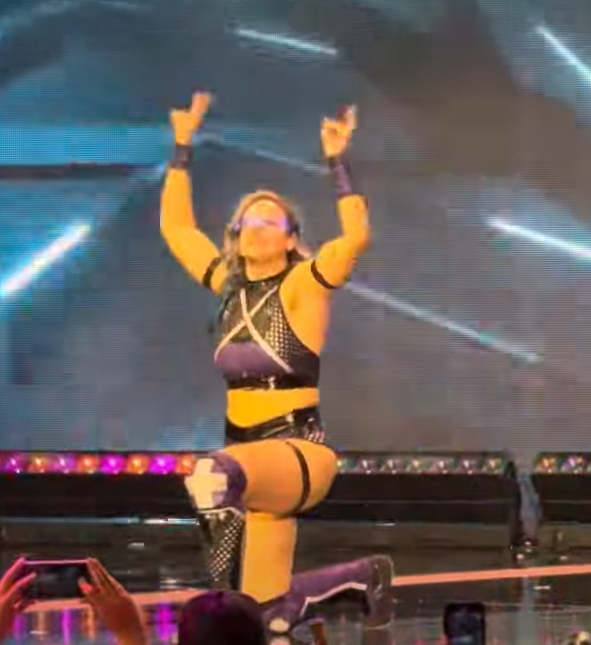
VertVixen en Final Battle 2023.

Bellamy debutó en el circuito independiente en 2019. Hizo su debut en All Elite Wrestling el 16 de diciembre de 2020 en una derrota ante Red Velvet en Dark. Continuó haciendo apariciones en Dark y Dark: Elevation a lo largo de 2021 antes de hacer su debut televisivo el 12 de diciembre de 2022, perdiendo ante Jade Cargill en Rampage. El 30 de septiembre de 2023 realizó su debut en Collision, perdiendo ante Julia Hart.
En 2023, comenzó a aparecer en Ring of Honor, en particular en una derrota ante Nyla Rose en Final Battle.

## Campeonatos y logros
- DEFY Wrestling
  - DEFY Women's Championship (1 vez)
- New Texas Pro Wrestling
  - New Texas Pro Women's Championship (1 vez)
- Sabotage Wrestling
  - Sabotage Tag Team Championship (1 vez) - con Prince Adam